# Montgomery (Virgínia de l'Oest)
Montgomery és una població dels Estats Units a l'estat de Virgínia de l'Oest. Segons el cens del 2000 tenia 1.942 habitants.

## Demografia
Segons el cens del 2000, Montgomery tenia 1.942 habitants, 725 habitatges, i 326 famílies. La densitat de població era de 477,6 habitants per km².
Dels 725 habitatges en un 17,9% hi vivien nens de menys de 18 anys, en un 28,6% hi vivien parelles casades, en un 13,7% dones solteres, i en un 54,9% no eren unitats familiars. En el 42,2% dels habitatges hi vivien persones soles el 17,8% de les quals corresponia a persones de 65 anys o més que vivien soles. El nombre mitjà de persones vivint en cada habitatge era de 2,03 i el nombre mitjà de persones que vivien en cada família era de 2,8.
Per edats la població es repartia de la següent manera: un 13,2% tenia menys de 18 anys, un 33% entre 18 i 24, un 17,9% entre 25 i 44, un 17% de 45 a 60 i un 18,8% 65 anys o més.
L'edat mediana era de 28 anys. Per cada 100 dones de 18 o més anys hi havia 111,3 homes.
La renda mediana per habitatge era de 20.606 $ i la renda mediana per família de 32.000 $. Els homes tenien una renda mediana de 27.794 $ mentre que les dones 25.139 $. La renda per capita de la població era de 12.663 $. Entorn del 25,7% de les famílies i el 37,1% de la població estaven per davall del llindar de pobresa.

## Poblacions més properes
El següent diagrama mostra les poblacions més properes.